# سیارک ۸۵۱۲۱
سیارک ۸۵۱۲۱ (به انگلیسی: 85121 Loehde، نامگذاری:1976KF3) هشتاد و پنج هزار و صد و بیست و یکمین سیارک کشف شده‌است که در ۲۷ مه ۱۹۷۶ کشف شد.